# Dorfstadt (Gemeinde Schönbach)
Dorfstadt ist eine Ortschaft und eine Katastralgemeinde der Gemeinde Schönbach im Bezirk Zwettl in Niederösterreich. Die Ortschaft hat 89 Einwohner (Stand 1. Jänner 2024).

## Geografie
Der Weiler zwischen Bad Traunstein und Schönbach besteht aus einigen landwirtschaftlichen Anwesen. Zur Ortschaft zählen weiters die Rotten Ulrichschlag und Wachtberg, die Streusiedlungen Reitern und Überländ sowie die Einzellagen Kaiserberg, Leitenhof, Pfennigreith, Teichthof und Weichselbaumhof. Am 1. April 2020 umfasste die Ortschaft 37 Adressen.

## Siedlungsentwicklung
Zum Jahreswechsel 1979/1980 befanden sich in der Katastralgemeinde Dorfstadt insgesamt 37 Bauflächen mit 17.814 m² und 6 Gärten auf 343 m², 1989/1990 gab es 37 Bauflächen. 1999/2000 war die Zahl der Bauflächen auf 107 angewachsen und 2009/2010 bestanden 71 Gebäude auf 107 Bauflächen.

## Geschichte
Der Ort wurde 1510 zum ersten Mal schriftlich erwähnt, der Name bedeutet Stätte eines Dorfes.
Im Jahr 1822 wurde der Ort als Amt mit 35 Häusern genannt, das nach Schönbach eingepfarrt war, wohin auch die Kinder eingeschult wurden. Die Herrschaft Gutenbrunn besaß die Ortsobrigkeit und besorgte die Konskription. Die Landgerichtsbarkeit wurde von der Herrschaft Pöggstall ausgeübt. Die Untertanen und Grundholde des Ortes gehörten den Herrschaften Gutenbrunn und Rappottenstein.
Mit der Aufhebung der Grundherrschaften wurde der Ort 1849 eine Katastralgemeinde der Gemeinde Schönbach, zu dieser zählten auch noch die Einzellagen Reitern, Ulrichschlag und Wachtberg sowie der Hof Weichselbaumhof, das gleichnamige Forsthaus Dorfstadt kam zur Katastralgemeinde Weinsberger Forst in der Gemeinde Gutenbrunn, seit 1923 ein Teil der Gemeinde Bärnkopf.
Laut Adressbuch von Österreich waren im Jahr 1938 in Dorfstadt mehrere Landwirte ansässig.

## Bodennutzung
Die Katastralgemeinde ist landwirtschaftlich geprägt. 245 Hektar wurden zum Jahreswechsel 1979/1980 landwirtschaftlich genutzt und 494 Hektar waren forstwirtschaftlich geführte Waldflächen. 1999/2000 wurde auf 214 Hektar Landwirtschaft betrieben und 520 Hektar waren als forstwirtschaftlich genutzte Flächen ausgewiesen. Ende 2018 waren 189 Hektar als landwirtschaftliche Flächen genutzt und Forstwirtschaft wurde auf 530 Hektar betrieben. Die durchschnittliche Bodenklimazahl von Dorfstadt beträgt 17,2 (Stand 2010).